# Ceratocorema
Ceratocorema là một chi bướm đêm thuộc họ Sesiidae.

## Các loài
- Ceratocorema antiphanopa (Meyrick, 1927)
- Ceratocorema cymbalistis (Meyrick, 1926)
- Ceratocorema hyalinum Kallies & Arita, 2001
- Ceratocorema mesatma (Meyrick, 1926)
- Ceratocorema postcristatum Hampson, [1893]
- Ceratocorema semihyalinum (Hampson, 1919)
- Ceratocorema yoshiyasui Kallies & Arita, 2001